# Распад Федерации Мали
Распад Федерации Мали — прекращение существования Федерации Мали вследствие влияния Франции, а также в связи с идеологическими и экономическими противоречиями Сенегала и Суданской Республики.
Федерация Мали прекратила своё существование 20 августа 1960 года, когда Сенегал и Суданская Республика стали отдельными государствами.

## Ход событий

### Верхняя ВольтаиДагомея
Под давлением Франции, которой активно помогал премьер-министр БСК Уфуэ-Буаньи, Верхняя Вольта и Дагомея вышли из состава федерации по прошествии небольшого количества времени после присоединения к ней. Конституция Федерации не была ратифицирована составившими большинство в парламентах обеих республик оппозиционные силы.

### Суданская республикаиСенегал
Прогрессивному союзу Сенегала как и Суданскому союзу, удалось нейтрализовать противодействие оппозиции и добиться утверждения парламентом федеральной конституции. Во многом — благодаря высокому авторитету Л. Сенгора. Однако, это не смогло предотвратить распад Федерации Мали в связи со следующими причинами:

#### Экономические
С точки зрения экономики, объединение было чрезвычайно выгодно обеим странам. Судан получал через Сенегал выход к морю, а для Сенегала федерация открывала перспективы поставок суданского сырья и беспрепятственный доступ на внутренний рынок Суданской республики, где проживало около половины населения Французской Западной Африки. Но несмотря на это между Сенегалом и Суданом возникли серьёзные экономические противоречия. Народное хозяйство первого было ориентировано на внешний рынок и тесно связано с Францией. Поэтому национализация важнейших отраслей экономики, в том числе внешней торговли, как того требовали суданские лидеры, нанесла бы деловым кругам Сенегала существенный урон. Плановое управление экономикой и коллективизация сельского хозяйства были для них также неприемлемы. А Модибо Кейта, возглавив в 1959 году правительство Федерации, немедленно приступил именно к этим реформам.

#### Идеологические
И суданская, и сенегальская секции Партии африканской федерации выступали за социализм, но вкладывали в это понятие совершенно различный смысл. Л. Сенгор и его сторонники защищали демократический социализм, соответствующий африканским реалиям, с сохранением рыночной экономики, частной собственности и политического плюрализма. Причем, строить такое общество предполагалось постепенно, долгие годы. В Судане по инициативе М. Кейты проводился социалистический эксперимент, нацеленный на быстрые результаты. И хотя его реальные итоги были весьма скромными, широкая пропаганда и революционная риторика Кейты и его последователей напугали сенегальцев. Авторитарный стиль правления суданского лидера, установление однопартийного режима и преследование оппозиции дали повод французской и сенегальской прессе пугать читателей угрозой установления тоталитаризма.

## Итоги
| Республики                                   | Дата                                    | Причина независимости                        |
| -------------------------------------------- | --------------------------------------- | -------------------------------------------- |
| Республика Верхняя Вольта Республика Дагомея | 1 августа 1960 года 4 августа 1960 года | Влияние Франции и победа оппозиции.          |
| Суданская республика и Сенегал               | 20 августа 1960 года                    | Идеологические и экономические противоречия. |

- Карта Федерации Мали марта 1959 года.
- Карта Федерации Мали 5 августа 1960 года.